# Barbados Blackbelly
Das Barbados Blackbelly oder Barbados Black Belly (kurz: Barbados oder Barb) ist eine Schafrasse, die nach der Insel Barbados, ihrem erstmaligen Vorkommen in der Karibik, benannt ist.
Als kleines Haarschaf bringt es das Barbados Blackbelly auf eine Widerristhöhe von 75 bis 81 cm (Bock) bzw. 60–70 cm (Mutter) und ein Gewicht von 50 bis 70 kg (Bock) bzw. 35–45 kg (Mutter). Die Fellfarbe ist hell- bis rotbraun, an Unterkiefer, der Unterseite des Halses und des Rumpfes sowie der Beine jedoch schwarz. Meist ebenso die Innenseite der Ohren und ein Streifen vom Maulwinkel zur Stirn. Mutterschafe sind hornlos, die Böcke meist ebenfalls (außer in den USA). Die Schafe haben einen mittellangen Schwanz und mittellange Ohren. Gegen viele Endoparasiten ist die Schafrasse tolerant; es gilt als temperamentvoll und anspruchslos.
Die Nutzung der Schafe liegt hauptsächlich in der Fleischproduktion, es schlachtet zu 53 % aus. Aber auch im Bereich der Landschaftspflege wird diese Schafrasse eingesetzt.
Vorfahren hat das Barbados Blackbelly in Westafrika. Spätestens um 1700 brachte man das Haarschaf von dort nach Barbados. Auf weitere karibische Inseln brachte man das gut an die Tropen angepasste Schaf ab dem 19. Jahrhundert. In einigen europäischen Ländern bestehen Herdbücher. In den USA wurden die Barbados Blackbelly mit Rambouillets, Europäischen Mufflons und weiteren meist behornten Rassen gekreuzt, sodass eine Barbado genannte, neue Rasse entstand. Innerhalb der US-amerikanischen Barbado-Zucht, entwickelte sich bei den Böcken ein oft großes Gehörn. Neben dem Barbado, entwickelten sich weitere Zuchtrichtungen wie Texas Dall, Painted Dessert und Black Hawaiian.                                                               Heute liegt das Verbreitungsgebiet des Barbados Blackbelly in der Karibik, tropischen und subtropischen Ländern Amerikas und in vielen europäischen Ländern.